# Robert Ancans
Robert Ancans (11 de Novembro de 1919 - 1 de Janeiro de 1982) foi um oficial alemão que serviu na  durante a Segunda Guerra Mundial. Foi condecorado com a Cruz de Cavaleiro da Cruz de Ferro.